# Biserica de lemn din Mitrofani-Schit

Biserica de lemn din Mitrofani-Schit, vedere din nord-est, foto: 1992

Biserica de lemn din Mitrofani-Schit se afla pe deal, la schit, în localitatea Mitrofani, județul Vâlcea și purta hramul „Sfântul Nicolae”. Vechimea bisericii era necunoscută, însă conform tradiției locale, fusese locul în care se cununase Mihai Viteazul, în urmă cu patru veacuri, înainte de 1600. Biserica a fost distrusă de un incendiu în anul 2000, în care s-a pierdut nu numai întregul său inventar ce și încă un loc de o mare valoare istorică și culturală din patrimoniul românesc, înainte de a fi documentat și pus în valoare de cercetarea românească. Puținele imagini păstrate se datorează cercetătoarei Ioana Cristache-Panait.

## Istoric
Un Hrisov emis de Alexandru Voievod, domn a toată Țara Valahiei, din 29 octombrie 1626, amintește de un zapis din zilele lui Gavril Voievod, în care apare martor pentru moșiile din Izvor și Amărăști un călugăr din Mitrofani. Acest lucru demonstrează faptul că schitul din Mitrofani a fost construit pe o curea de moșie a Păușeștilor, cu mult înainte de anul 1616. O tradiție locală spune că aici s-ar fi cununat Mihai Viteazul, înrudit cu boierii Păușești, cu frumoasa sa soție, Doamna Stanca, în 1583. Sfârșitul acestei biserici legendare a fost în ziua de 18 iulie 2000, când, dintr-o greșeală, totul s-a transformat în cenușă.

## Trăsături
Puținele imagini păstrate se datorează cercetătoarei Ioana Cristache-Panait. Din acestea se conturează o biserică de lemn fără turn, cu altar poligonal decroșat, sub un acoperiș unic, probabil foarte asemănătoare în trăsăturile ei principale cu bisericile de lemn din vecinătate, cea de la Nuci în sat, în Mitrofani, cea din Racu și din Cetățeaua.

## Imagini

chetori și console, sud
altarul, nord